# Axiutelga aculeata
Axiutelga aculeata är en plattmaskart som först beskrevs av Ax 1959, och fick sitt nu gällande namn av Tor Karling 1978. Axiutelga aculeata ingår i släktet Axiutelga och familjen Koinocystididae. Inga underarter finns listade i Catalogue of Life.